# بونيفاس الرابع

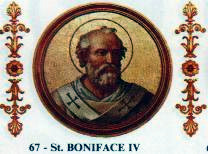
البابا بونيفاس الرابع

البابا القديس بونيفاس الرابع (باللاتينية: Bonifacius IV) ـ (ولد حوالي عام 550 وتوفي في 25 مايو 615) هو بابا الكنيسة الكاثوليكية من عام 608 وحتى وفاته.
كان أبوه ـ ويدعى يوهانس ـ طبيبًا ينتمي إلى مدينة ومقاطعة فاليريا. تولى بونيفاس الرابع البابوية خلفًا للبابا بونيفاس الثالث بعد خلو المنصب ما يربو على تسعة أشهر. كُرّس في 25 أغسطس 608 (وفقًا للقس والمؤرخ الكنسي الفرنسي لويس دوشيسن) أو في 15 سبتمبر 608 (وفقًا للمؤرخ الألماني فيليب يافه). كما اختلف المؤرخان المذكوران في تاريخ وفاته بين 8 مايو و25 مايو 615.
كان بونيفاس الرابع شماسًا بالكنيسة الرومانية زمن البابا غريغوري الأول، كما شغل منصب المحتسب، وهو أول منصب إداري شغله في الكنيسة.
حصل بونيفاس على موافقة الإمبراطور البيزنطي فوقاس على تحويل مبنى البانثيون في روما إلى كنيسة مسيحية، وقد تم ذلك بالفعل في 13 مايو 609، إذ كُرّس في ذلك اليوم مبنى البانثيون (الذي شيده أغريبا لآلهته يوبيتر ومارس وفينوس) لمريم العذراء وكل الشهداء. وكان أول معبد وثني في روما يجري تحويله إلى درا عبادة مسيحية. وقيل إن ملء ثمانية وعشرين عربة من العظام المقدسة نُقلت من السراديب إلى حوض رخامي أسفل المذبح الأعظم.
شهدت بابوية بونيفاس الرابع قدوم ميليتوس (باللاتينية: Mellitus) ـ أول أسقف للندن ـ إلى روما ليستشير البابا بشأن الكنيسة الإنجليزية التي كانت قد أنشئت حديثًا، وقد شارك ميليتوس أثناء وجوده في روما في مجلس عُقد لمناقشة مسائل في «حياة الرهبان وسلامهم الرهباني»، ثم رحل إلى إنجلترا مصطحبًا معه مرسوم المجلس وخطابات من البابا إلى لورنس ـ كبير أساقفة كانتربري ـ وإلى كل رجال الإكليروس وإلى الملك إثيلبرت ملك كنت، وإلى كل الشعب الإنجليزي «بشأن ما ينبغي أن يراعى في كنيسة إنجلترا». ويعتبر علماء الآثار أن نسخة مرسوم المجلس الموجودة حاليًا هي نسخة زائفة، كما يشكك كل من هاد وستابس في صحة نسخة الرسالة الموجهة إلى إثيلبرت، بينما يعتبرها هيفيلي زائفة، ويخالفهم يافه فيعتبرها صحيحة.
اتخذ بونيفاس من داره ديرًا ظل فيه حتى مات، وقد دفن في رواق كاتدرائية القديس بطرس، ونُقل رفاته ثلاث مرات، كانت الأولى في القرن العاشر أو الحادي عشر الميلادي، والثانية في أواخر القرن الثالث عشر (أثناء بابوية البابا بونيفاس الثامن) والأخيرة في 21 أكتوبر 1603، عندما نُقل إلى كاتدرائية القديس بطرس الجديدة.